# ميلان سميث
ميلان سميث (بالإنجليزية: Milan Smith)‏ هو قاضي أمريكي، ولد في 19 مايو 1942 في بيندلينتون في الولايات المتحدة.

## وصلات خارجية
- ميلان سميث على موقع إن إن دي بي (الإنجليزية)